# A.J. Pacher
Andrew Joseph Pacher, detto A.J. (Vandalia, 17 febbraio 1992), è un cestista statunitense.

## Palmarès

### Club
- Coppa Italia LNP: 1

Vanoli Cremona: 2023

### Individuale
- Top scorer "La Mobilière" Swiss Basketball League: 1

2014-2015